# Puente Genil
Puente Genil is een gemeente in de Spaanse provincie Córdoba in de regio Andalusië met een oppervlakte van 171 km². In 2007 telde Puente Genil 22.093 inwoners.

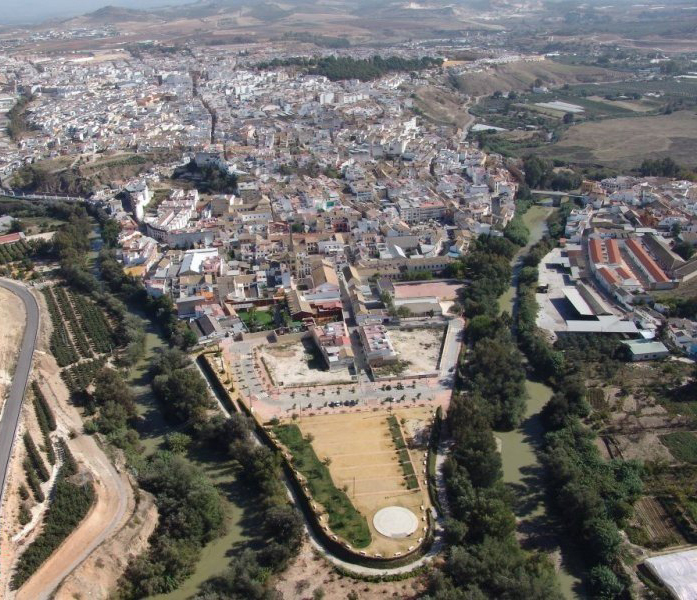
Puente Genil

## Demografische ontwikkeling
Bron: INE; 1857-2011: volkstellingen